# Mammillaria zephyranthoides
Mammillaria zephyranthoides là một loài thực vật có hoa trong họ Cactaceae. Loài này được Scheidw. mô tả khoa học đầu tiên năm 1841.